# Nikolai Wladimirowitsch Sorokin
Nikolai Wladimirowitsch Sorokin (russisch Николай Владимирович Сорокин; * 23. Juli 1982 in Wolgograd) ist ein russischer Handballspieler.

## Karriere

### Verein
Nikolai Sorokin lernte das Handballspielen bei GK Kaustik Wolgograd. Mit dessen Männermannschaft spielte der 1,95 m große Torwart von 1999 bis 2011 in der russischen Super League. Zudem nahm er am Europapokal der Pokalsieger, am EHF Challenge Cup und am EHF-Pokal teil. Mit dem ukrainischen Verein HK Motor Saporischschja gewann er 2013 die ukrainische Meisterschaft und den Pokal. International spielte er im Europapokal der Pokalsieger 2011/12 und im EHF-Pokal 2012/13. Von 2013 bis Februar 2016 stand er beim russischen Erstligisten GK Permskije Medwedi im Tor, mit dem er mehrfach am EHF-Pokal teilnahm. 2014 wurde er mit Perm russischer Pokalsieger, 2015 Vizemeister. Ab Frühjahr 2016 war er für den türkischen Verein Beşiktaş Istanbul aktiv, mit dem er die türkische Meisterschaft und den Pokal errang. Anschließend wechselte Sorokin zum rumänischen Klub AHC Dunărea Călărași. Nach einer Saison kehrte er nach Russland zurück, wo er bei Spartak Moskau unterschrieb. Mit den Hauptstädtern erreichte er 2018 und 2019 den zweiten Platz der Super League. Seit Januar 2020 steht er beim russischen Erstligisten GK Taganrog unter Vertrag.

### Nationalmannschaft
Mit der russischen Jugendnationalmannschaft gewann Sorokin 2001 die U-18-Europameisterschaft in Luxemburg.
Mit der russischen A-Nationalmannschaft belegte er bei der Europameisterschaft 2014 den achten Platz. Im Turnier kam er zu zwei Einsätzen. Insgesamt bestritt er mindestens sieben Länderspiele.